# Daverio
Pour les articles homonymes, voir Francesco Daverio et Philippe Daverio.
Daverio est une commune italienne de la province de Varèse dans la région Lombardie en Italie.

## Toponyme
Provient de la préposition ad et le nom Averio.

## Administration
| Période                                  | Période  | Identité        | Étiquette | Qualité |
| ---------------------------------------- | -------- | --------------- | --------- | ------- |
| 30/5/2006                                | En cours | Alberto Tognola |           | employé |
| Les données manquantes sont à compléter. |          |                 |           |         |

### Hameaux
Dobbiate, Marogna, la Torre, Buggino, la Bossa, San Pietro, Ronco, Roccolo, C.na Spazzacamino, C.na San Giovanni, Bosco del Vedre